# Maria Holic
Maria†Holic (jap. まりあ†ほりっく Maria horikku) – manga stworzona przez Minari Endō. Ukazywała się w czasopiśmie „Gekkan Comic Alive” wydawnictwa Media Factory od czerwca 2006 do listopada 2014.
W 2009 roku na podstawie mangi powstało 12-odcinkowe anime wyprodukowane przez studio Shaft. W 2011 roku powstała także druga seria anime.

## Fabuła
Kanako Miyamae właśnie przeniosła się do katolickiej szkoły dla dziewcząt – Ame no kisaki. Cierpi ona na androfobię, która ujawnia się w postaci wysypki po każdym kontakcie z mężczyzną, dlatego w nowym towarzystwie zamierza poszukać sobie dziewczyny. Pierwszą osobą, którą poznaje jest Maria – najlepsza uczennica z klasy niżej, która wydaje się być idealną kandydatką na partnerkę.

## Bohaterowie
- Kanako Miyamae (jap. 宮前かなこ Miyamae Kanako)

Seiyū: Asami Sanada 
Ma zamiar pójść śladami swojej zmarłej matki i znaleźć w tej szkole miłość swojego życia. Z tą różnicą, że nie będzie szukać wśród nauczycieli, tylko wśród innych uczennic. Mizoandryczka reagująca wysypką i histerią na obecność mężczyzn. Często fantazjuje na temat swoich koleżanek z klasy. Maria zmusza ją do zamieszkania w jednym pokoju, by ta nie mogła nikomu zdradzić jej tajemnicy.
- Maria Shidō (jap. 祇堂 鞠也 Shidō Mariya)

Seiyū: Yū Kobayashi 
Na pierwszy rzut oka piękna i sympatyczna wnuczka założyciela szkoły z najlepszymi ocenami. W rzeczywistości wyrachowany i sadystyczny chłopiec, który wciąż inwigiluje i gnębi Kanako, by ta nie mogła wyjawić jego płci. Wciąż podkreśla, że nie jest transwestytą, a przebranie ma mu pomóc w rywalizacji ze swoją bliźniaczą siostrą chodzącą do męskiej szkoły – Shizu. Czyja płeć nie zostanie odkryta przez ucznia którejś ze szkół, ten zostanie w przyszłości ich dyrektorem. Maria miała tyle szczęścia, że Kanako poznała tajemnicę, gdy nie była jeszcze na liście studentów.
- Matsurika Shinōji (jap. 汐王寺茉莉花 Shinōji Matsurika)

Seiyū: Marina Inoue 
Pokojówka Marii, mieszkająca z nią i Kanako w jednym pokoju. Zazwyczaj cicha i spokojna, ale jak się odezwie, są to zazwyczaj czyste złośliwości. Najczęściej obrywa Kanako, wysłuchując o sobie, że jest „Panią świnią”, „Wieżą Eiffla” lub „Tokio Tower”, co stanowi aluzję do jej wzrostu.
- Kierowniczka akademika (jap. 寮長先生 Ryōcho sensei)

Seiyū: Miyuki Sawashiro 
Niska kierowniczka akademika nr 2, którą należy nazywać „kierowniczką”, „szefową” lub „Bogiem”. Ma kocie uszy, które wyglądają jak ozdoba, ale potrafi nimi poruszać. Akademika pilnuje wraz z Panem Yonakuni – jamnikiem z nadwagą.

## Manga
Manga ukazywała się na łamach magazynu „Gekkan Comic Alive” od 27 czerwca 2006 do 27 listopada 2014. Wydano łącznie 14 tomów tankōbon, z których ostatni ukazał 23 stycznia 2015.
| Nr | Data wydania (język japoński) | ISBN (język japoński)  |
| -- | ----------------------------- | ---------------------- |
| 1  | 23 lutego 2007                | ISBN 978-4-8401-1676-3 |
| 2  | 22 listopada 2007             | ISBN 978-4-8401-1974-0 |
| 3  | 23 lipca 2008                 | ISBN 978-4-8401-2246-7 |
| 4  | 12 grudnia 2008               | ISBN 978-4-8401-2503-1 |
| 5  | 23 października 2009          | ISBN 978-4-8401-2595-6 |
| 6  | 23 lutego 2010                | ISBN 978-4-8401-2988-6 |
| 7  | 23 października 2010          | ISBN 978-4-8401-3388-3 |
| 8  | 23 marca 2011                 | ISBN 978-4-8401-3775-1 |
| 9  | 23 lutego 2012                | ISBN 978-4-8401-4414-8 |
| 10 | 22 listopada 2012             | ISBN 978-4-8401-4752-1 |
| 11 | 23 lutego 2013                | ISBN 978-4-8401-4797-2 |
| 12 | 21 września 2013              | ISBN 978-4-8401-5332-4 |
| 13 | 24 stycznia 2014              | ISBN 978-4-0406-6248-0 |
| 14 | 23 stycznia 2015              | ISBN 978-4-0406-7236-6 |

## Lista odcinków
| #    | Tytuł | Premiera         |
| ---- | --- | ---------------- |
| 01   | Psotny buziak Tawamure no seppun (戯れの接吻)                                                                                   | 5 stycznia 2009  |
| 02   | Słodki ból Kanbi na uzuki (甘美な疼き)                                                                                          | 11 stycznia 2009 |
| 03   | Masochistka Higyaku no wakame (被虐の若芽)                                                                                      | 18 stycznia 2009 |
| 04   | Cena przyjemności Etsuraku no daishō (悦楽の代償)                                                                               | 25 stycznia 2009 |
| 05.1 | Zakazany zapach Kindan no nioi (禁断の匂い)                                                                                     | 1 lutego 2009    |
| 05.2 | Sekret młodej dziewczyny Otome no himitsu (乙女の秘蜜)                                                                          | 1 lutego 2009    |
| 06   | Perwersyjna izba chorych Tōsaku no hokenshitsu (倒錯の保健室)                                                                   | 8 lutego 2009    |
| 07   | Skandal z czarną bielizną Giwaku no kuro shitagi (疑惑の黒下着)                                                                 | 15 lutego 2009   |
| 08   | Splamiona Maryja Dziewica – część pierwsza Kesareta seibo zenpen (穢された聖母·前編)                                            | 22 lutego 2009   |
| 09.1 | Splamiona Maryja Dziewica – część druga Kesareta seibo kōhen (穢された聖母·後編)                                                | 1 marca 2009     |
| 09.2 | Koniec złudzeń Mōsō no hate ni (妄想の果てに)                                                                                   | 1 marca 2009     |
| 10.1 | Błąd o małych piersiach Binyū no ayamachi (微乳の過ち)                                                                          | 8 marca 2009     |
| 10.2 | List miłosny od Berlina Berurin no koibumi (伯林の恋文)                                                                         | 8 marca 2009     |
| 11   | Modły do Boga Kami e no kumotsu (神への供物)                                                                                    | 15 marca 2009    |
| 12   | Basen wypełniony ślicznymi dziewczynami Bishōjo darake no suiei daikai porori mo aru yo (美少女だらけの水泳大会 ポロリもあるよ) | 22 marca 2009    |